# Rechodes spinosus minor
Rechodes spinosus minor es una subespecie de coleóptero de la familia Zopheridae.

## Distribución geográfica
Habita en Madagascar.